# Catàfora
Una catàfora (del grec kataphorá, 'caiguda') és el recurs literari oposat a l'anàfora que consisteix a enunciar primer una partícula que el seu referent. Per exemple, això ocorre quan apareix primer un pronom o una frase amb subjecte el·líptic i després s'aclareix qui és l'agent de l'acció. La catàfora s'usa com un mecanisme de cohesió textual, per mantenir el suspens o per no incórrer en repeticions.
Els mecanismes per produir una catàfora poden ser:
- Ús de pronoms i altres elements díctics
- Sinònims o paràfrasis no evidents, dels quals s'aclareix l'abast amb el referent
- Elisions

## Exemples
En negreta, la partícula que introdueix la catàfora.
| « | Anem-la a buscar, la bola de drac | » |

| « | S'ho emportà absolutament tot: els llibres d'història, els prototips d'avions de col·lecció, les màscares decoratives, etc. | » |

| « | A això em refereixo: que t'has portat malament. | » |

| « | Mira que t'ho vaig dir, que hi hauria problemes! | » |